# Ferenc Csanádi
Ferenc Csanádi (1925-1985) est un ancien footballeur hongrois devenu entraîneur. Il est connu pour avoir remporté la CAN en tant que sélectionneur du Congo-Kinshasa en 1968.

## Biographie
Ferenc a une modeste carrière de joueur à Ferencváros TC. Il est davantage connu comme entraîneur.
Il dirige la sélection du Congo-Kinshasa à partir de 1967 et remporte la CAN 1968, le premier titre de la sélection.
Il entraîne ensuite le club hongrois de Ferencváros TC de 1970 à 1973, remportant une coupe de Hongrie en 1972. Il est par ailleurs demi-finaliste de la Coupe UEFA lors de la saison 1971-1972. Il termine également par deux fois deuxième du championnat hongrois.

## Palmarès
- Vainqueur de la Coupe d'Afrique des nations 1968 avec l'équipe du Congo-Kinshasa
- Vice-champion de Hongrie en 1971 et 1973 avec le Ferencváros TC